# Jasper (Kanada)
Jasper – miejscowość w zachodniej Kanadzie, w prowincji Alberta, położona w Górach Skalistych, nad ujściem rzeki Miette do Athabaski, na terenie Parku Narodowego Jasper. W 2011 roku liczyła 4051 mieszkańców.
Na początku XIX wieku w pobliżu założony został posterunek Kompanii Północno-Zachodniej, Jasper House, nazwany tak od Jaspera Hawesa, który kierował nim około 1817 roku. Miejscowość rozwinęła się głównie dzięki turystyce, zapoczątkowanej po otwarciu w 1907 roku Parku Narodowego Jasper. W latach 1911–1912 dotarła tutaj linia kolei transkontynentalnej, a w latach 1921–1922 otwarty został hotel Athabaska i schronisko Jasper Park Lodge.
Jasper pełni funkcję bazy wypadowej dla turystów odwiedzających park narodowy, węzła kolejowego oraz przystanku na drodze Yellowhead Highway, jednym z głównych szlaków łączących zachodnie wybrzeże Kanady z resztą kraju. Miejscowość jest ośrodkiem narciarstwa.
Do 2001 roku Jasper nie miało własnych władz i zarządzane było bezpośrednio przed władze parku narodowego. Wówczas to powołana została „gmina specjalna” (specialized municipality) Jasper, posiadająca organy administracji lokalnej, z których kompetencji wyłączone są sprawy zagospodarowania przestrzennego i środowiska, które podlegają federalnej agencji parków narodowych (Parks Canada). 